# Tuerta albiplaga
Tuerta albiplaga är en fjärilsart som beskrevs av Max Wilhelm Karl Draudt 1919. Tuerta albiplaga ingår i släktet Tuerta och familjen nattflyn. Inga underarter finns listade i Catalogue of Life.